# Saulvaux
Saulvaux est une commune française située dans le département de la Meuse, en région Grand Est (précédemment Lorraine). Elle est issue de la fusion-association, en 1973, de Saulx-en-Barrois avec Vaux-la-Grande et Vaux-la-Petite.

## Géographie

### Localisation
Saulvaux est un petit village français, situé dans le département de la Meuse et la région de Lorraine. Saulvaux est situé à 10,1 km au sud-ouest de la sous-préfecture, Commercy, à 23,5 km au sud-est de la préfecture, Bar-le-Duc, à 11,5 km à l'est de Ligny-en-Barrois, et à 51 km à l'ouest de Nancy, à vol d'oiseau. La commune est traversée au nord par la RN 4 qui relie Paris et Strasbourg.
La commune est proche du parc naturel régional de Lorraine.
| Saint-Aubin-sur-Aire             | Chonville-Malaumont | Commercy                         |
| Saint-Aubin-sur-Aire Chanteraine | Saulvaux            | Ménil-la-Horgne Méligny-le-Grand |
| Chanteraine                      | Boviolles           | Méligny-le-Petit                 |

### Géologie et relief
Saulvaux est à une altitude moyenne de 327 mètres, à l'extrémité est du Bassin parisien et sur le plateau barrois, dont le sous-sol est constitué à cet endroit de calcaire jurassique.

### Hydrographie
La commune est traversée par la ligne de partage des eaux entre les bassins versants de la Meuse et de la Seine au sein respectivement du bassin Rhin-Meuse et du bassin Seine-Normandie. Elle est drainée par le ruisseau de Chonville, le cours d'eau 01 de la Lochère, le Fossé 01 de Dehaire, le Fossé 01 de la Croix de Vaux et le Fossé 04 de la commune de Saint-Aubin-sur-Aire,.
Le ruisseau de Chonville, d'une longueur de 16 km, prend sa source dans la commune de Méligny-le-Grand et se jette  dans la Meuse à Lérouville, après avoir traversé quatre communes. 

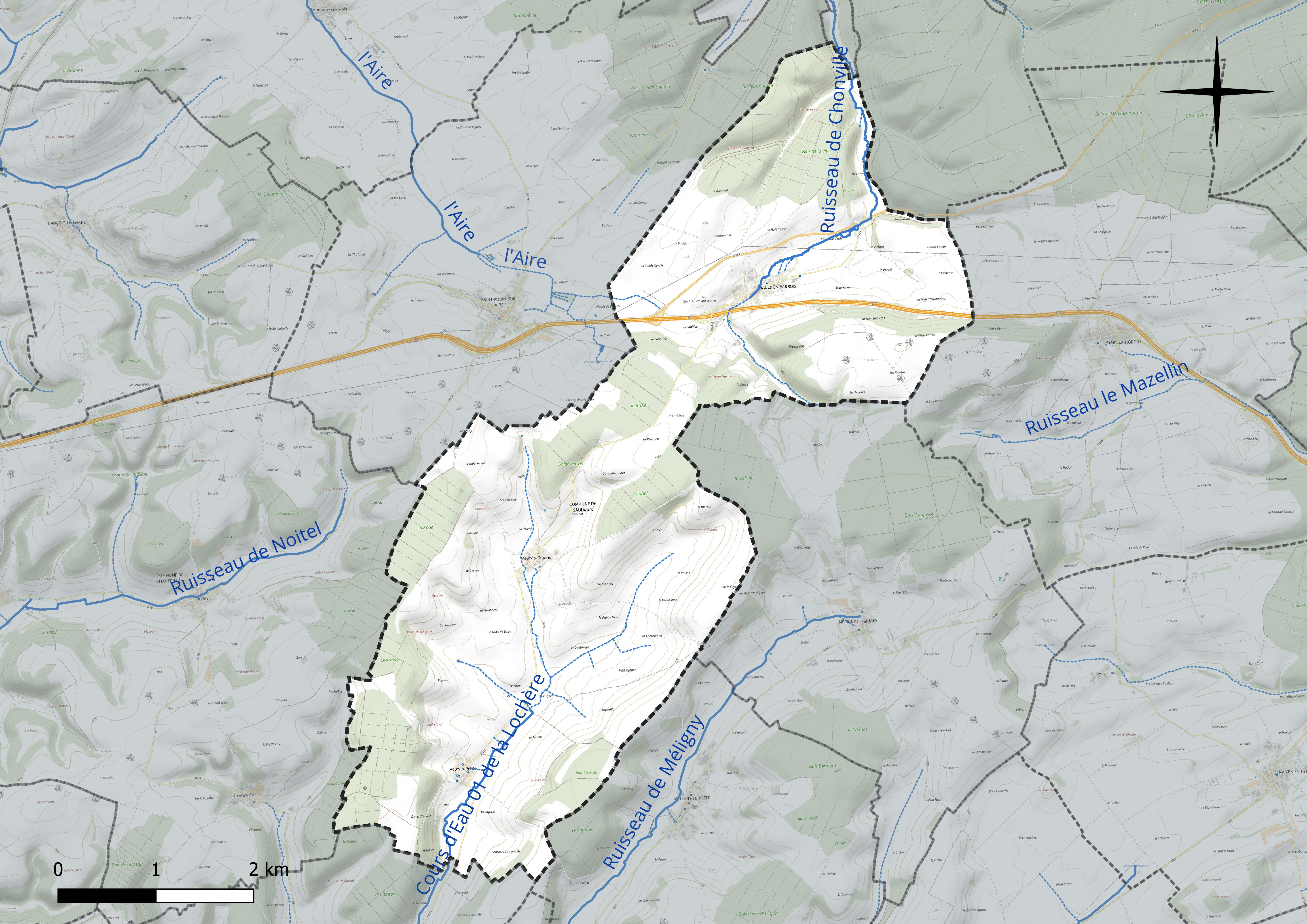
Réseau hydrographique de Saulvaux.

### Climat
Pour des articles plus généraux, voir Climat du Grand Est et Climat de la Meuse.
En 2010, le climat de la commune est de type climat de montagne, selon une étude du Centre national de la recherche scientifique s'appuyant sur une série de données couvrant la période 1971-2000. En 2020, Météo-France publie une typologie des climats de la France métropolitaine dans laquelle la commune est exposée à un climat océanique altéré et est dans la région climatique  Lorraine, plateau de Langres, Morvan, caractérisée par un hiver rude (1,5 °C), des vents modérés et des brouillards fréquents en automne et hiver. 
Pour la période 1971-2000, la température annuelle moyenne est de 9,5 °C, avec une amplitude thermique annuelle de 16,2 °C. Le cumul annuel moyen de précipitations est de 1 089 mm, avec 14,8 jours de précipitations en janvier et 9,7 jours en juillet. Pour la période 1991-2020, la température moyenne annuelle observée sur la station météorologique de Météo-France la plus proche, « Erneville aux Bois_sapc », sur la commune d'Erneville-aux-Bois à 6 km à vol d'oiseau, est de 9,9 °C et le cumul annuel moyen de précipitations est de 1 021,5 mm. 
La température maximale relevée sur cette station est de 39,4 °C, atteinte le 25 juillet 2019 ; la température minimale est de −24,2 °C, atteinte le 18 février 1956,,. 
Les paramètres climatiques de la commune ont été estimés pour le milieu du siècle (2041-2070) selon différents scénarios d'émission de gaz à effet de serre à partir des nouvelles projections climatiques de référence DRIAS-2020. Ils sont consultables sur un site dédié publié par Météo-France en novembre 2022.

## Urbanisme

### Typologie
Au 1er janvier 2024, Saulvaux est catégorisée commune rurale à habitat très dispersé, selon la nouvelle grille communale de densité à sept niveaux définie par l'Insee en 2022.
Elle est située hors unité urbaine et hors attraction des villes,.

### Occupation des sols
L'occupation des sols de la commune, telle qu'elle ressort de la base de données européenne d’occupation biophysique des sols Corine Land Cover (CLC), est marquée par l'importance des territoires agricoles (70,1 % en 2018), une proportion identique à celle de 1990 (70,1 %). La répartition détaillée en 2018 est la suivante : 
terres arables (59,4 %), forêts (26,1 %), prairies (10,7 %), milieux à végétation arbustive et/ou herbacée (3,8 %). L'évolution de l’occupation des sols de la commune et de ses infrastructures peut être observée sur les différentes représentations cartographiques du territoire : la carte de Cassini (XVIIIe siècle), la carte d'état-major (1820-1866) et les cartes ou photos aériennes de l'IGN pour la période actuelle (1950 à aujourd'hui).

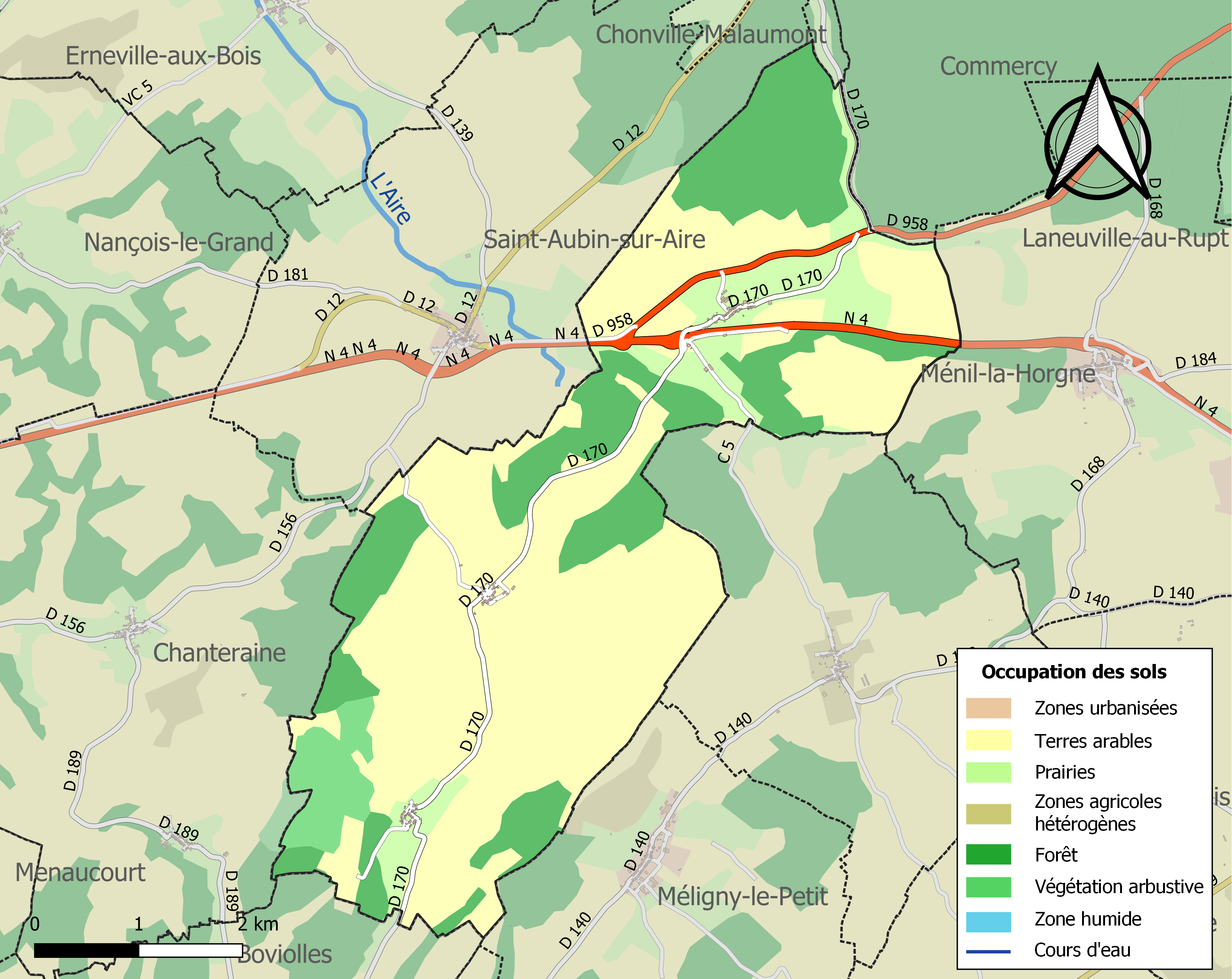
Carte des infrastructures et de l'occupation des sols de la commune en 2018 (CLC).

## Toponymie
Le nom de la nouvelle commune fusionne ceux des anciennes communes de Saulx-en-Barrois d'une part, Vaux-la-Grande et Vaux-la-Petite d'autre part.
Le nom vient de la juxtaposition de chaque nom : Saulx et Vaux.

Saulx est du latin salix (saule) et Vaux de vallis (vallée).

## Histoire
Cette localité fut donnée à l'église de Toul par Ricuin de Commercy en 1108.
Le village de Saulx est connu sous le nom de Saulx en Barrois en 1793 (il est alors inclus dans le canton de Saint-Aubin, district de Commercy), puis Saulx-en-Barrois en 1801 (canton de Void, arrondissement de Commercy).
Le 1er janvier 1973, les trois communes de Saulx-en-Barrois, Vaux-la-Grande et Vaux-la-Petite deviennent Saulvaux à la suite de leur fusion-association.

## Politique et administration
Saulvaux est située dans le canton de Vaucouleurs et a rejoint en 1993 la communauté de communes de Void qui en 2016 regroupe 24 communes et environ 6 500 habitants.
| Période                                  | Période   | Identité       | Étiquette | Qualité |
| ---------------------------------------- | --------- | -------------- | --------- | ------- |
| Les données manquantes sont à compléter. |           |                |           |         |
| mars 2001                                | mars 2008 | Gilles Etienne |           |         |
| mars 2008                                | mai 2020  | Patrice Leroux |           |         |
| mai 2020                                 | En cours  | Gilles Étienne |           |         |

## Population et société

### Démographie
En 1968, avant la fusion-association du 1er janvier 1973, la commune de Saulx-en-Barrois comptait 70 habitants, la commune de Vaux-la-Grande 52 et celle de Vaux-la-Petite 31.
L'évolution du nombre d'habitants est connue à travers les recensements de la population effectués dans la commune depuis 1793. Pour les communes de moins de 10 000 habitants, une enquête de recensement portant sur toute la population est réalisée tous les cinq ans, les populations de référence des années intermédiaires étant quant à elles estimées par interpolation ou extrapolation. Pour la commune, le premier recensement exhaustif entrant dans le cadre du nouveau dispositif a été réalisé en 2005.

En 2022, la commune comptait 113 habitants, en évolution de −0,88 % par rapport à 2016 (Meuse : −4,4 %, France hors Mayotte : +2,11 %).
| 1793 | 1800 | 1806 | 1821 | 1831 | 1836 | 1841 | 1846 | 1851 |
| ---- | ---- | ---- | ---- | ---- | ---- | ---- | ---- | ---- |
| 250  | 233  | 253  | 245  | 243  | 249  | 232  | 227  | 251  |

| 1856 | 1861 | 1866 | 1872 | 1876 | 1881 | 1886 | 1891 | 1896 |
| ---- | ---- | ---- | ---- | ---- | ---- | ---- | ---- | ---- |
| 218  | 203  | 206  | 185  | 171  | 159  | 163  | 152  | 155  |

| 1901 | 1906 | 1911 | 1921 | 1926 | 1931 | 1936 | 1946 | 1954 |
| ---- | ---- | ---- | ---- | ---- | ---- | ---- | ---- | ---- |
| 139  | 137  | 139  | 100  | 87   | 97   | 96   | 101  | 85   |

| 1962 | 1968 | 1975 | 1982 | 1990 | 1999 | 2005 | 2006 | 2010 |
| ---- | ---- | ---- | ---- | ---- | ---- | ---- | ---- | ---- |
| 75   | 70   | 121  | 108  | 126  | 115  | 133  | 136  | 123  |

| 2015 | 2020 | 2022 | - | - | - | - | - | - |
| ---- | ---- | ---- | - | - | - | - | - | - |
| 116  | 116  | 113  | - | - | - | - | - | - |

### Enseignement
La commune est située dans l'académie de Nancy-Metz. L'école élémentaire la plus proche est à Saint-Aubin-sur-Aire.

## Culture locale et patrimoine

### Lieux et monuments
- à Saulx-en-Barrois : église Saint-Christophe (1773) : chœur roman du XIIIe siècle.
- à Vaux-la-Grande : l'église Saint-Martin, construite en 1840 et restaurée en 1900, a remplacé celle du XVIIIe siècle, ruinée en 1838.
- à Vaux-la-Petite : église Saint-Julien du XIIIe siècle, restaurée au XVIIIe (répertoriée à l'Inventaire des Monuments Historiques).

### Héraldique
| Blason de Saulvaux | Blason  | Parti d'azur et d'argent, à deux épées posées en chevron renversé, de l'un en l'autre, surmontées d'un lion d'or armé et lampassé de gueules tenant un monde d'argent cintré et croisé du même brochant sur la partition. |
| Blason de Saulvaux | Détails | Création de R.A. Louis avec les conseils de la Commission Héraldique de l'UCGL. Adopté en novembre 2010. |